# Jahmir Young
Jahmir Young, född 7 oktober 2000 i Upper Marlboro i Maryland, är en amerikansk professionell basketspelare (PG) som spelar för Chicago Bulls i National Basketball Association (NBA).
Han blev aldrig NBA-draftad.
Innan Young blev proffs studerade han först vid University of North Carolina at Charlotte och spelade för deras idrottsförening Charlotte 49ers. Young blev senare överförd till University of Maryland för spel i Maryland Terrapins.